# Financiamento climático em Bangladesh
O financiamento climático em Bangladesh abrange os fluxos de capital mobilizados por órgãos estatais, instituições financeiras públicas e privadas com o objetivo de mitigar os efeitos das mudanças climáticas e promover a adaptação em setores estratégicos, como energia, agricultura e transportes. Em 2023, o país registrou um aumento de 3,64% no investimento em energia limpa, alcançando 333,89 milhões de dólares — valor ainda distante dos 1,5 a 1,7 bilhão anuais estimados para cumprir sua meta de 40% de eletricidade proveniente de fontes renováveis até 2041. Internamente, cerca de 17,4% do território, ou 2,58 milhões de hectares, é coberto por florestas, enquanto a degradação e a salinização do solo afetam quase metade das terras agrícolas, reforçando a urgência de investimentos em adaptação.
No plano doméstico, o arcabouço de green banking data de 2011, quando o Banco de Bangladesh exigiu que todas as instituições financeiras criassem unidades dedicadas ao financiamento verde. A Sustainable and Renewable Energy Development Authority (SREDA) coordena políticas como a Política de Energias Renováveis (2008), o Plano Diretor de Eficiência Energética (2016) e o Net Metering (2018), que já viabilizou mais de 218 MW em sistemas solares rurais e 26 microrredes até 2014. Iniciativas recentes, como o Plano de Prosperidade Climática Mujib e o Grande Plano Ferroviário de 2022, projetam mobilizar até 30 bilhões de dólares por ano até 2030 para modernizar infraestrutura e promover a transição energética.
Externamente, Bangladesh conta com aportes de parceiros multilaterais e investidores estrangeiros. Destacam‑se o projeto solar de 430 milhões de dólares com a ACWA Power e o uso de fundos como o GEF-LDCF e o Fundo Verde para o Clima. Além disso, avanços nas finanças islâmicas — via Green Sukuk — e no Plano Nacional de Adaptação (610 milhões de dólares captados até 2023) ampliam as fontes de capital.
Ainda assim, especialistas apontam desequilíbrios: mais de 50% dos recursos do BCCTF foram para infraestrutura física, enquanto menos de 1% financiaram gestão integrada de desastres, e o aumento da dívida externa (38% do PIB) gera preocupações sobre sustentabilidade fiscal. Apesar disso, o país dispõe de excepcional potencial solar (até 240.000 MW) e eólico (até 150.000 MW) e avança em reformas para diversificar mecanismos de financiamento e fortalecer a governança verde.

## Contexto climático e vulnerabilidades

### Contexto climático e florestal

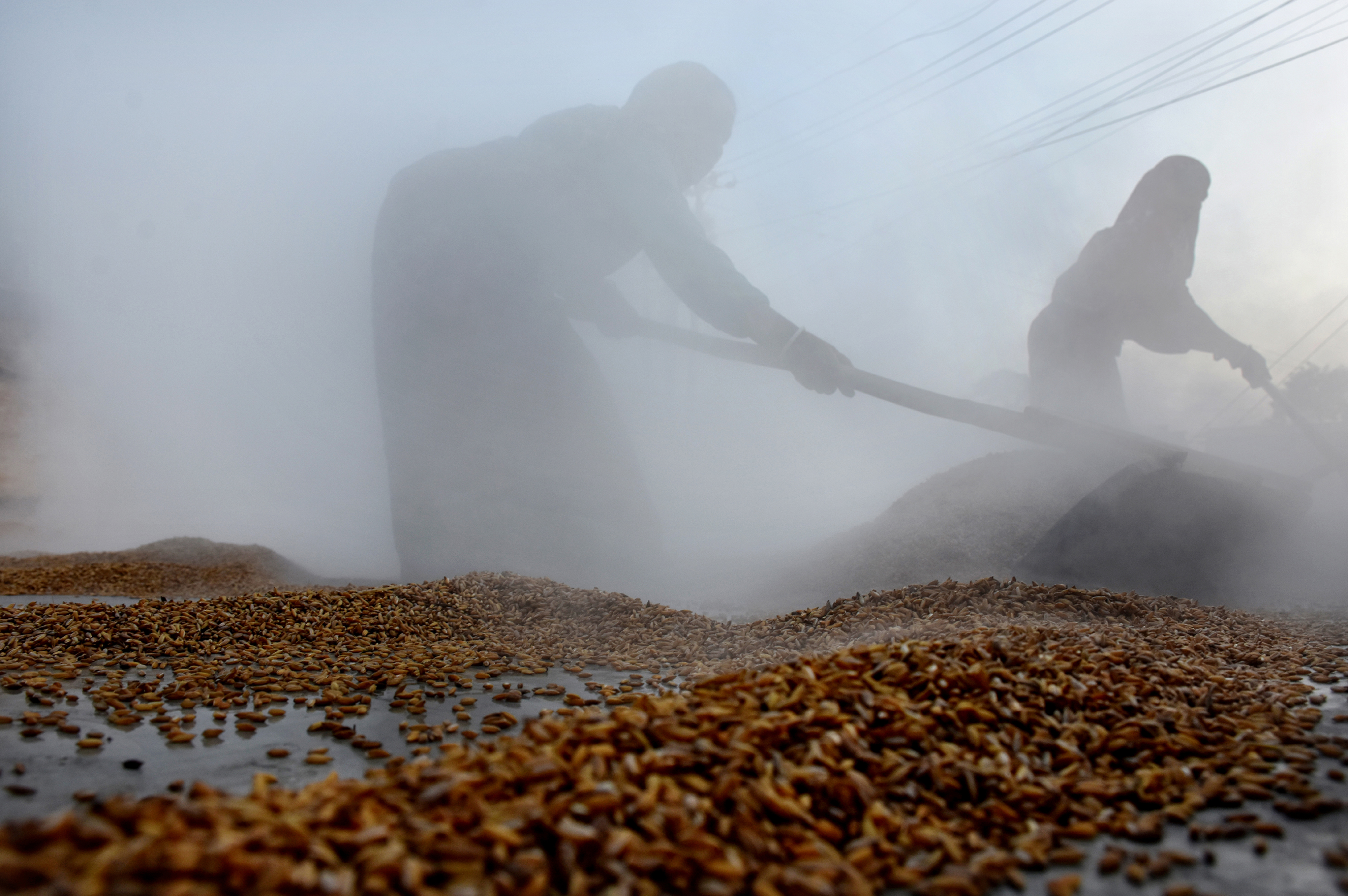
Processo da produção de arroz em Chittagong.

A área total de Bangladesh é de aproximadamente 14,76 milhões de hectares, dos quais cerca de 2,58 milhões de hectares — ou 17,4% do território — são cobertos por florestas, incluindo plantações. No entanto, a degradação do solo representa um dos principais desafios ambientais do país, afetando mais de 2 milhões de hectares — aproximadamente 40% das terras nacionais — devido a fatores como erosão da camada superficial, empobrecimento de nutrientes, acidificação e colapso de margens fluviais. A salinização nas regiões costeiras aumentou de 0,83 milhão de hectares em 1973 para 1,05 milhão de hectares em 2009, e atualmente já impacta mais de 53% das áreas litorâneas do país.

### Contexto econômico e social

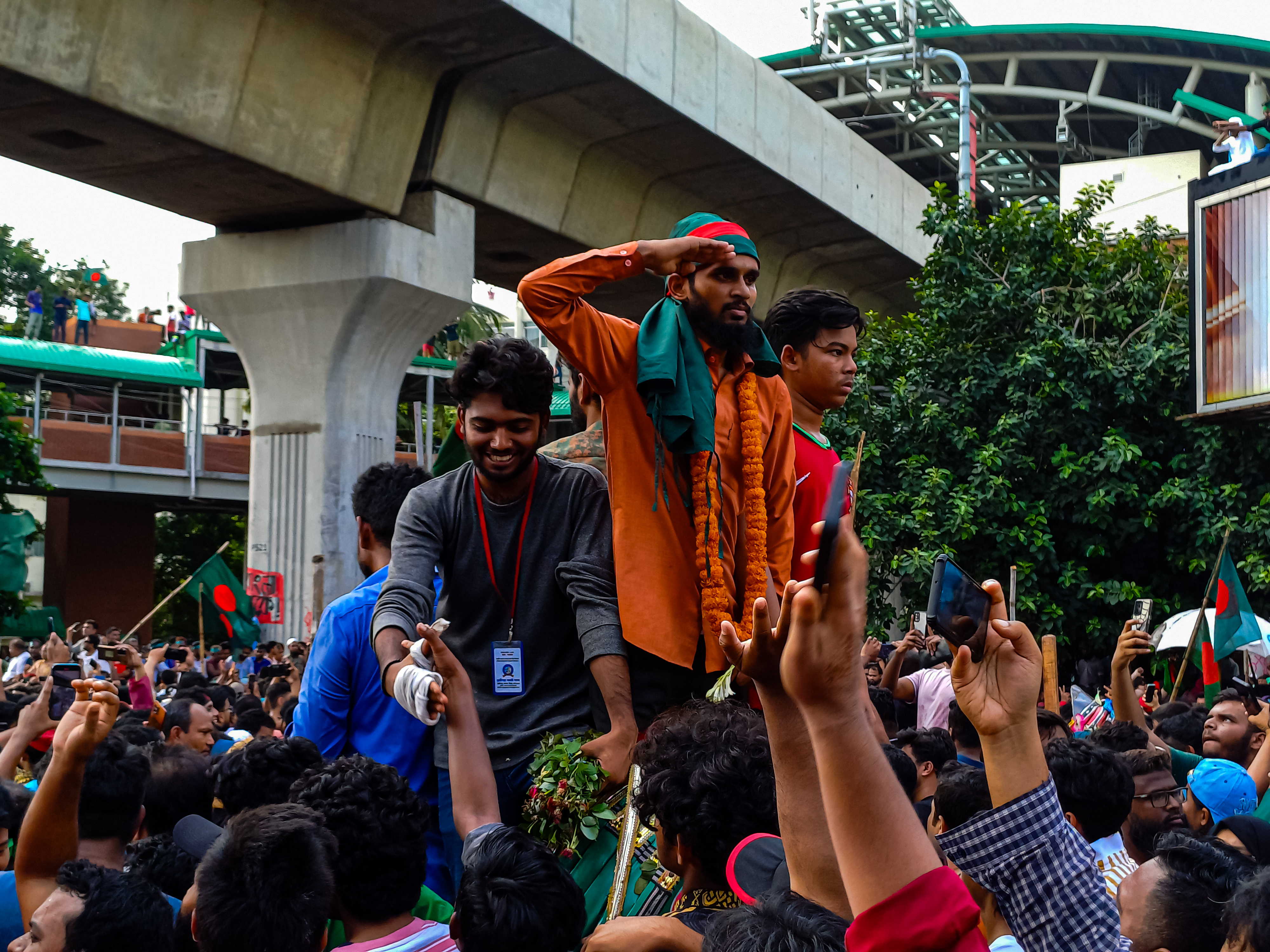
Pessoas nas ruas comemorando a renúncia da ex Primeira-Ministra Sheikh Hasina.

Em agosto de 2024, a substituição abrupta do governo em Bangladesh comprometeu o avanço das energias renováveis ao cancelar ou renegociar acordos estratégicos, gerando forte insegurança entre investidores. Sob a liderança de Muhammad Yunus, o governo interino vem revisando a política energética para restaurar a confiança do mercado e acelerar a transição para fontes limpas. Embora em 2024 o setor renovável tenha registrado um ritmo de crescimento sem precedentes, a continuidade desse êxito depende agora da viabilização de novos projetos prontos para atraírem investimentos em 2025–2026.
A agricultura é um pilar fundamental da economia de Bangladesh, empregando 40% da força de trabalho e contribuindo com 12,5% do PIB. No entanto, o setor enfrenta ameaças significativas decorrentes das mudanças climáticas. Projeções indicam que, até a década de 2050, a temperatura média aumentará 1,6 °C e a precipitação anual crescerá 4%, intensificando a ocorrência de inundações, ciclones e secas — fatores que comprometem a produtividade agrícola e a estabilidade dos solos.
O setor de transportes de Bangladesh, essencial para o crescimento econômico e a conectividade do país, está cada vez mais vulnerável a riscos climáticos como inundações, ciclones, erosão costeira e danos causados pelo calor — ameaças que afetam estradas, ferrovias, pontes e hidrovias interiores. As redes de transporte rural estão especialmente expostas, sofrendo com deslizamentos, alagamentos recorrentes e enfraquecimento estrutural causados por eventos climáticos extremos e pela elevação do nível do mar — fatores que comprometem a conectividade e elevam significativamente os custos de manutenção.:30

### Contexto energético

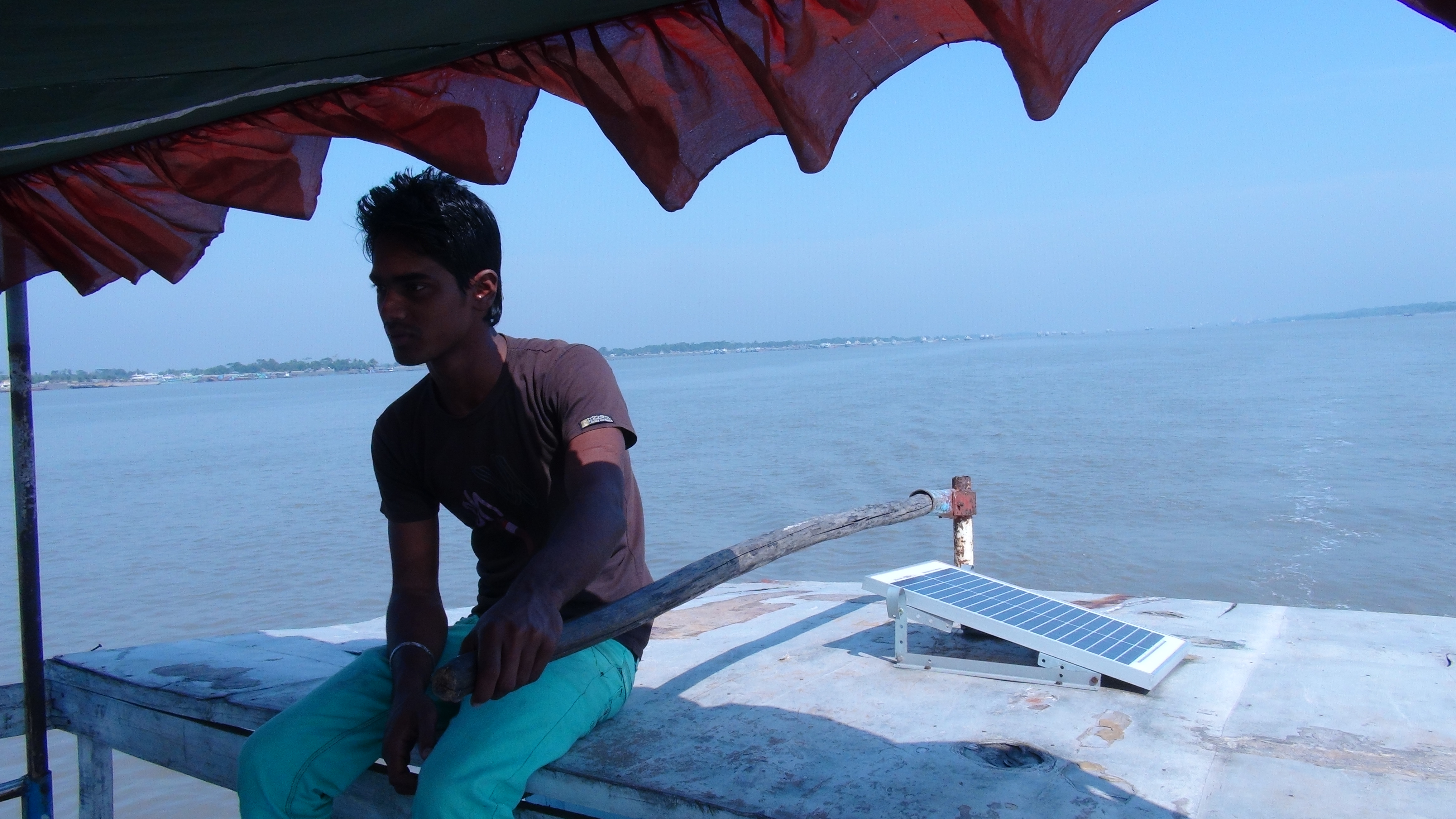
Placa solar em um barco.

O suprimento de energia de Bangladesh é dominado pelo gás natural e pelo petróleo, que juntos representam cerca de 80% do total do suprimento de energia, enquanto as fontes renováveis limpas contribuem com menos de 1%. A energia solar lidera o setor renovável, com aproximadamente 946 MW de capacidade instalada, e a energia hidrelétrica com 230 MW. Os biocombustíveis e resíduos, incluindo biogás, biodiesel e etanol, atualmente constituem o terceiro maior segmento, contribuindo com aproximadamente 15,5% da matriz energética.
Apesar dos avanços significativos na expansão da geração de eletricidade e do acesso à energia, Bangladesh enfrenta desafios devido à sua forte dependência de reservas de gás natural em declínio e de combustíveis importados, o que representa riscos para a segurança energética de longo prazo e para a estabilidade econômica.
Em 2023, o preço médio da eletricidade em Bangladesh foi de aproximadamente 0,083 dólares americanos por kWh — valor inferior à média global de 0,161 por kWh e muito próximo da média asiática, que ficou em 0,082 por kWh.
A rede elétrica nacional de Bangladesh possui uma capacidade instalada de 25.100,1 MW, excedendo significativamente a demanda máxima do país, que gira em torno de 15.648 MW.:15 Essa situação de sobrecapacidade contribui para perdas financeiras anuais estimadas em cerca de 1,2 bilhão de dólares. A integração de tecnologias de redes inteligentes e fontes renováveis descentralizadas, como microrredes, é vista como uma estratégia promissora para aumentar a resiliência da rede, apoiar a eletrificação rural e incentivar a transição da geração cativa para o fornecimento pela rede elétrica.

## Marcos legais e institucionais
Bangladesh estabeleceu metas ambiciosas para as energias renováveis, visando que entre 10% e 15% de sua eletricidade provenha de fontes renováveis até 2030 e 40% até 2041, em consonância com seus compromissos de desenvolvimento sustentável e combate às mudanças climáticas. Para atingir a meta de 40%, será necessário um investimento anual estimado entre 1,53 e 1,71 bilhão de dólares no período de 2024 a 2041, sem incluir os custos adicionais com a modernização da rede elétrica e a infraestrutura de armazenamento de energia.

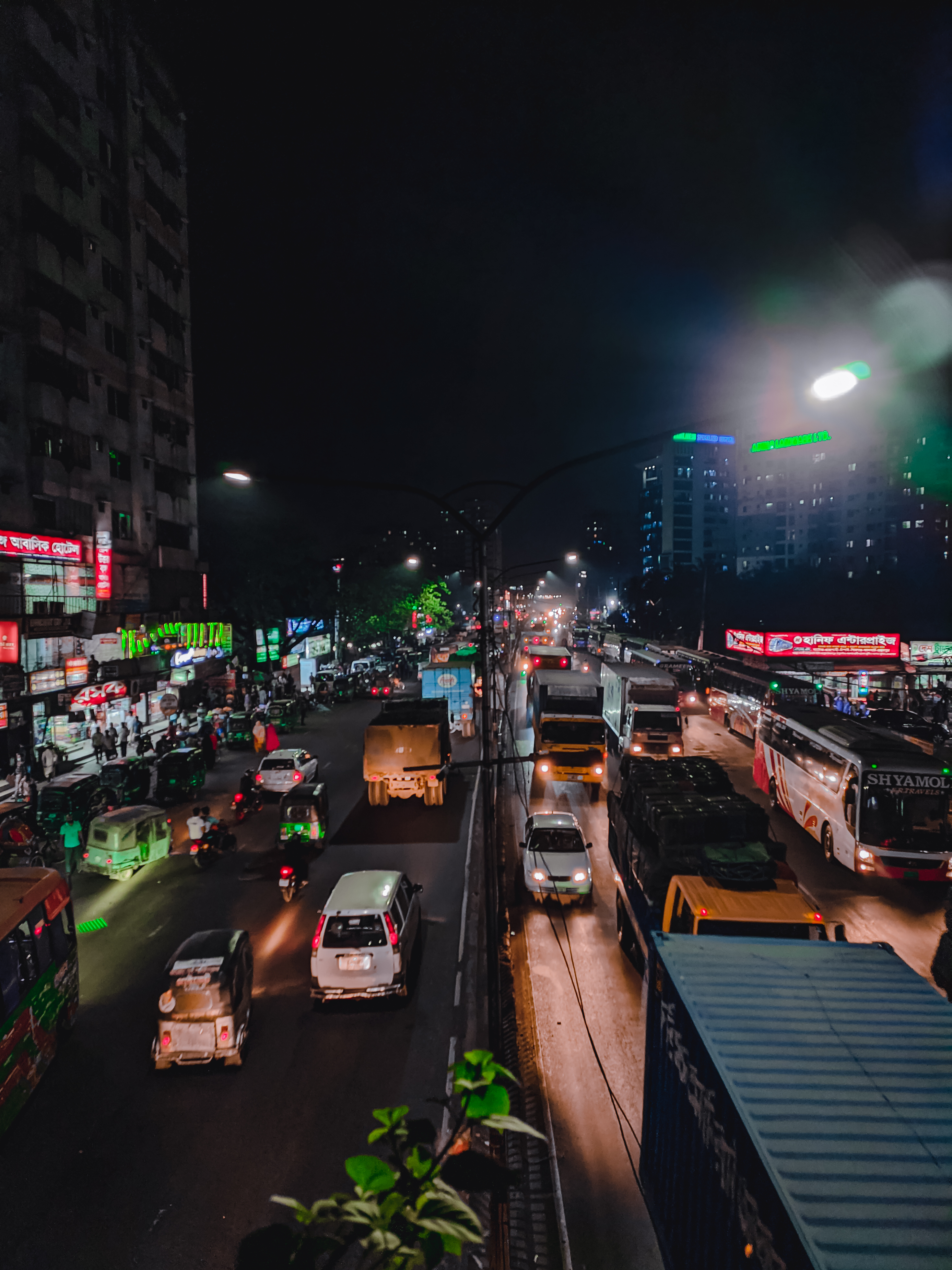
Trânsito em Dhaka.

A Sustainable and Renewable Energy Development Authority (SREDA) é a agência central responsável por implementar políticas de energia renovável em Bangladesh, apoiando iniciativas como a Política de Energias Renováveis (2008), o Plano Diretor de Eficiência Energética (2016) e a Diretriz de Net Metering (2018).:12 Essas políticas têm como objetivo alcançar 10% de eletricidade proveniente de fontes renováveis até 2041, permitindo, por meio do sistema de compensação de energia (Net Metering), que os consumidores vendam até 70% da energia gerada por seus sistemas solares em telhados de volta à rede elétrica.:10
O futuro rascunho da Política de Energias Renováveis de 2025 propõe novos incentivos, incluindo isenção de tarifas de importação para materiais relacionados à energia renovável, isenção de imposto de renda corporativo por 10 anos para novos projetos, isenção de imposto sobre transações e compromissos com o desenvolvimento de sistemas de armazenamento por baterias.
O Plano de Prosperidade Climática Mujib, juntamente com o Grande Plano Ferroviário de 2022, traça uma visão de 30 anos para modernizar a infraestrutura ferroviária de Bangladesh, incorporando projetos resistentes às intempéries, eletrificação e trens energeticamente eficientes. Paralelamente, também visa transformar o setor de transportes como um todo, promovendo a adoção de veículos elétricos, ônibus elétricos, transporte fluvial elétrico e sistemas de transporte público de massa, com o objetivo de reduzir emissões e aliviar a congestão urbana. Para viabilizar essas transições, o plano busca mobilizar até 30 bilhões de dólares por ano até 2030, por meio de fontes de financiamento nacionais e internacionais.
A Política de Desenvolvimento da Indústria Automotiva de 2021 impulsiona ainda mais a adoção de veículos elétricos em Bangladesh ao oferecer isenção de impostos, isenções de tarifas de importação para componentes de elétricos e apoio à reciclagem de baterias e à infraestrutura de recarga. Essas medidas criam um ambiente favorável para a fabricação local e o fortalecimento das cadeias de suprimento, como demonstra a futura produção de baterias de íon lítio de 1 GWh pela empresa Bangladesh Lithium Battery Ltd..
A Autoridade de Desenvolvimento de Investimentos de Bangladesh (BIDA) exerce um papel central na facilitação do investimento estrangeiro direto, oferecendo uma variedade de incentivos voltados especialmente para atrair investidores em setores com foco em sustentabilidade. Entre os principais benefícios estão isenções fiscais amplas — podendo chegar a 100% por até 10 anos para parcerias público-privadas — repatriação de lucros isenta de impostos e alíquotas reduzidas de imposto de renda corporativo para indústrias sustentáveis, como a taxa de 10% para fábricas têxteis certificadas pela LEED e incentivos específicos para usinas de reciclagem de plástico.
As Zonas Econômicas Especiais (SEZs) em Bangladesh, administradas pela Autoridade de Zonas Econômicas de Bangladesh (BEZA), oferecem incentivos significativos, como isenção de impostos, importação livre de taxas para maquinário de capital e concessão simplificada de licenças comerciais, com o objetivo de atrair investimentos tanto nacionais quanto estrangeiros.
Bangladesh tem avançado rapidamente na adoção de padrões globais de divulgação climática e relatórios ESG. A bolsa de valores de Bangladesh agora exige a inclusão de informações ESG nos relatórios anuais das empresas, e a conformidade com essa exigência aumentou 36% entre 2018 e 2019 — um sinal claro do crescente engajamento corporativo com práticas sustentáveis.
O Banco de Bangladesh introduziu diretrizes abrangentes de financiamento verde em 2011, com o objetivo de promover a sustentabilidade no setor financeiro do país. Entre as orientações principais estavam a elaboração e aprovação, pelos conselhos administrativos dos bancos, de uma política de financiamento verde, além da criação de uma Unidade de Financiamento Verde (Green Banking Unit – GBU) em cada instituição financeira para supervisionar a implementação e o cumprimento dessas diretrizes.

## Financiamento público
Bangladesh vem dando prioridade crescente à integração de fontes renováveis em sua rede elétrica nacional por meio de diversas iniciativas importantes, como a obrigatoriedade do sistema de compensação de energia (Net Metering) para todas as concessionárias, um programa governamental de energia solar em telhados no meio rural e o desenvolvimento de microrredes solares.:4
O Net Metering permite que consumidores residenciais, comerciais e industriais vendam o excedente de eletricidade à rede elétrica, com tarifas definidas pela Comissão Reguladora de Energia de Bangladesh, incentivando a adoção de sistemas solares distribuídos.:4:16 O programa de energia solar em telhados no meio rural, lançado em 2003 com um investimento de 696 milhões de dólares, forneceu 218 MW de eletricidade para 18 milhões de pessoas, contribuindo significativamente para a melhoria da eletrificação rural. Além disso, até 2014, 26 microrredes solares com capacidade total de 5 MW forneceram acesso à eletricidade para cerca de 16.000 moradores de áreas rurais e reduziram as emissões de CO₂ em 29.300 toneladas ao longo de sua vida útil.

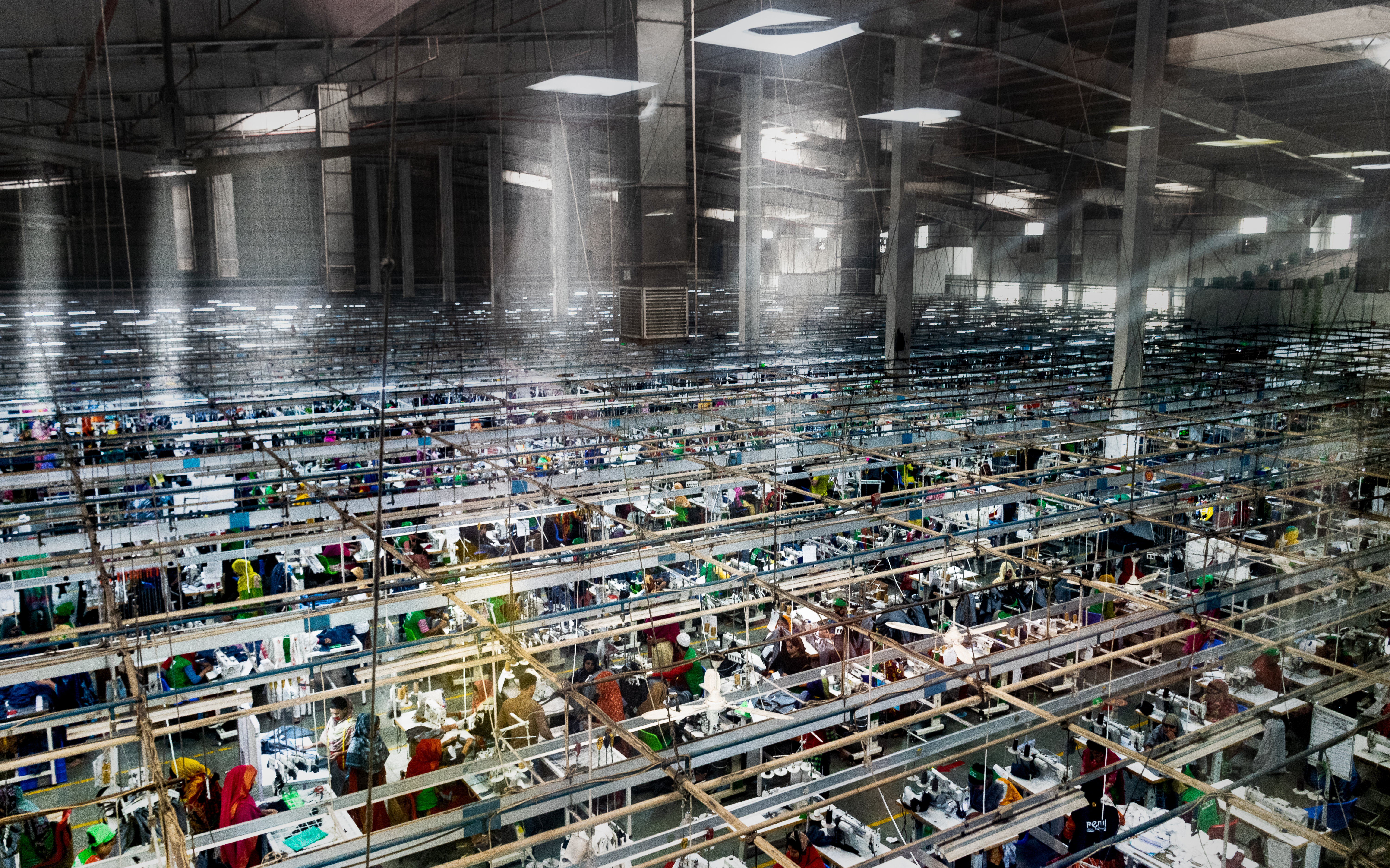
Uma das fábricas têxteis certificadas pela LEED.

Bangladesh se consolidou como um líder global em fabricação sustentável, especialmente no setor de vestuário, contando com mais de 100 fábricas certificadas pela LEED até 2021 — resultado de políticas governamentais robustas, parcerias público-privadas, inovação tecnológica e iniciativas corporativas alinhadas a princípios de governança abiental e social (ESG). Incentivos governamentais, como alíquotas especiais de imposto para fábricas têxteis certificadas pela LEED e redução de impostos corporativos para usinas de reciclagem de plástico, desempenharam um papel fundamental nesse avanço. Compradores internacionais também têm exercido pressão sobre os fabricantes de vestuário para que adotem práticas ambientalmente responsáveis, o que tem impulsionado ainda mais a transição verde no setor.
O Banco de Bangladesh estabeleceu um sólido marco de financiamento verde, oferecendo incentivos significativos, como uma taxa de refinanciamento de 5% para produtos sustentáveis — bem abaixo da taxa média de mercado, que gira em torno de 15% — com o objetivo de estimular investimentos em projetos ambientalmente responsáveis.
Em junho de 2025, o governo determinou a instalação de painéis solares em telhados de escolas, hospitais e edifícios públicos, um projeto que promete poupança de custos com energia e receita extra com arrendamento de espaço, além de impulsionar a geração distribuída de eletricidade limpa.

## Financiamento privado
Em 2023, bancos e instituições financeiras não bancárias (NBFIs) locais investiram 742 crore de takas em projetos de energia renovável, um avanço de 62% em relação a 2021, embora ainda represente apenas 3,6% do montante estimado necessário para cumprir a meta de 40% de energia renovável até 2040.
De 2014 a 2019, os bancos comerciais privados (PCBs) foram responsáveis por 74,2% do total de financiamento verde desembolsado no país. Nesse período, o principal destino dos recursos foi o gerenciamento de resíduos sólidos e líquidos (32,37%), seguido pela fabricação de tijolos ecológicos (18,52%), estabelecimentos "verdes" (15,18%) e reciclagem (11,16%).
No mercado de capitais, o banco Standard Chartered originou o primeiro título verde local em Bangladesh e emitiu a primeira carta de crédito sustentável, abrindo caminho para a captação de recursos privados em projetos como usinas solares de grande escala e linhas de crédito para soluções de energia limpa.
Por meio da recém‑lançada Plano Nacional de Adaptação de Bangladesh, aproximadamente 610 milhões de dólares foram mobilizados para nove projetos do setor privado até o final de 2023. Desse total, 135,5 milhões vieram de bancos privados locais e outras entidades nacionais, ao lado de aportes garantidos por agências multilaterais como o MIGA, que reduzem o risco de investimento em energia renovável.

## Cooperação internacional e financiamento externo
Bangladesh incentiva ativamente o investimento estrangeiro no setor de energias renováveis, abrindo oportunidades promissoras para um crescimento sustentável. Um exemplo disso é a parceria de destaque de 430 milhões de dólares entre a ACWA Power (Arábia Saudita) e o Conselho de Desenvolvimento de Energia de Bangladesh para a implantação de um projeto solar em escala de utilidade pública.
Desde a década de 1970, Bangladesh estabeleceu mais de 200.000 hectares de cinturões verdes costeiros — principalmente com plantações de manguezais — para proteger regiões litorâneas vulneráveis contra ciclones, marés altas e erosão, com apoio de fundos internacionais como o Fundo para os Países Menos Desenvolvidos do Fundo Global para o Meio Ambiente (GEF-LDCF).
Aprovado em outubro de 2023, o Plano Nacional de Adaptação de Bangladesh dá ênfase ao uso sustentável da terra, com medidas como reflorestamento, recuperação de solos, zoneamento territorial e práticas agrícolas adaptativas. Com financiamento do Fundo Verde para o Clima e alinhamento com programas multibilionários como o Plano de Melhoria da Agricultura Inteligente para o Clima, o plano fortalece o planejamento climático local e viabiliza investimentos em gestão territorial resiliente.
O Plano de Melhoria da Agricultura Inteligente para o Clima de Bangladesh (CSAIP) de 2019 prevê cerca de 809 milhões de dólares em investimentos do Banco Mundial voltados à modernização da irrigação, controle de inundações, introdução de culturas resistentes à seca e promoção de práticas agrícolas de baixa emissão. O objetivo é aumentar a produtividade, fortalecer a adaptação e contribuir para a mitigação das mudanças climáticas. A proposta destaca a necessidade de uma coordenação institucional mais sólida, envolvendo diversos ministérios e governos locais, a fim de integrar a agricultura inteligente para o clima (CSA) ao planejamento nacional e local.
As finanças islâmicas em Bangladesh estão em rápida expansão, impulsionadas pela forte demanda por serviços financeiros compatíveis com a Shariah e por uma população majoritariamente muçulmana. O setor, avaliado em cerca de 50 bilhões de dólares em 2020, vem ganhando participação crescente tanto no mercado financeiro em geral quanto no segmento de remessas. Entre abril e junho de 2022, os bancos islâmicos foram responsáveis por 32% do total de remessas recebidas no país. As finanças islâmicas em Bangladesh operam sob diretrizes do banco central e se caracterizam pelo desenvolvimento de produtos inovadores, como os Green Sukuk — títulos verdes compatíveis com a Shariah, que visam mobilizar capital para o desenvolvimento sustentável.

## Principais setores beneficiados
O investimento em energia limpa em Bangladesh cresceu 3,64%, passando de 322,17 milhões de dólares em 2022 para 333,89 milhões em 2023. No entanto, esse montante ainda representa apenas uma fração do valor estimado de 1,53 a 1,71 bilhão de dólares anuais necessários para que o país alcance sua meta nacional de 40% de capacidade instalada em energias renováveis.
No orçamento fiscal de 2023–24, a alocação para o desenvolvimento de sistemas de cultivo resilientes ao clima atingiu 35.374 crore de takas (c. 2,9 bilhões de dólares americanos). Até julho de 2023, mais de 45.000 crore foram efetivamente investidos no setor agrícola, dos quais 30.200 crore vieram do governo e o restante de parceiros de desenvolvimento.
As instituições financeiras de Bangladesh mobilizam cerca de 1,1 bilhão de dólares por ano em produtos de green finance, impulsionando projetos de energia renovável, tratamento de águas residuais e biogás, com destaque para o Green Transformation Fund no setor têxtil e de curtumes.

## Impactos e resultados

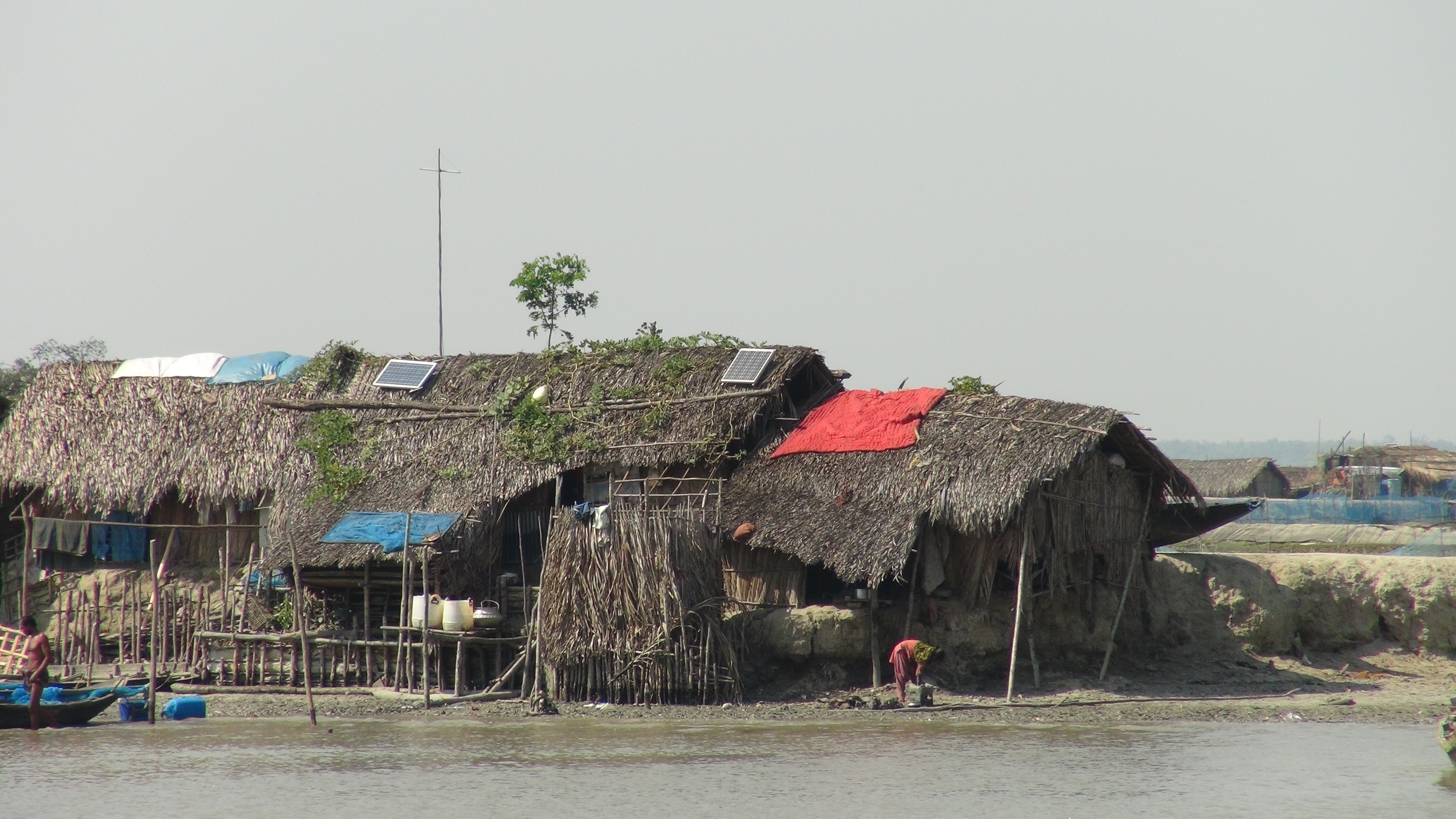
Placas solares em uma casa rural.

O programa de Sistemas Solares Domiciliares (SHS), lançado em 2003 pela empresa estatal Infrastructure Development Company Limited (IDCOL), foi uma iniciativa transformadora para a eletrificação de
áreas rurais fora da rede em Bangladesh, onde a expansão da infraestrutura elétrica convencional muitas vezes é inviável ou excessivamente cara. Até janeiro de 2019, o programa havia instalado mais de 4 milhões de SHS, fornecendo eletricidade limpa a cerca de 18 milhões de pessoas e alcançando uma capacidade total em torno de 220 MW.
Até outubro de 2023, mais de 6 milhões de sistemas solares domésticos haviam sido instalados, fornecendo eletricidade limpa a cerca de 12% da população.
A Iniciativa de Governo Local para Mudanças Climáticas (LoGIC) beneficiou quase dois milhões de pessoas em nove distritos vulneráveis, alcançando mais de 400.000 domicílios com fortalecimento da capacidade comunitária e institucional para planejar e financiar ações de adaptação e diversificar meios de subsistência.

## Críticas e controvérsias
Especialistas do Dhaka Tribune denunciam que o Bangladesh Climate Change Trust Fund (BCCTF) tem priorizado sistematicamente projetos de infraestrutura em detrimento de ações voltadas a eventos de lenta evolução, como secas e salinidade. Entre o exercício de 2009–10 e 2022–23, 50,89% dos recursos (2.095,41 crore de takas) foram investidos em obras físicas — estradas, diques e abrigos — enquanto apenas 0,89% (32,24 crore) financiou ‘gestão integrada de desastres’, setor que inclui medidas de adaptação agrícola a secas e salinidade. Segundo os especialistas, esse desequilíbrio agrava vulnerabilidades rurais e reduz a eficácia das políticas de adaptação ao clima.
O economista Zakir Hossain alerta para o risco de armadilha de dívida gerado pelos empréstimos de bancos multilaterais. Em 2023, o Banco Asiático de Desenvolvimento (ADB) destinou 53% de seus 1,9 bilhão de dólares a crédito para adaptação, e o Banco Mundial concedeu 1 bilhão em ‘Policy Credits’ estruturados como empréstimos. Com a dívida externa próxima a 38% do PIB, esses financiamentos oneram o orçamento nacional, desviando recursos de serviços sociais e infraestrutura essencial.

## Perspectivas futuras

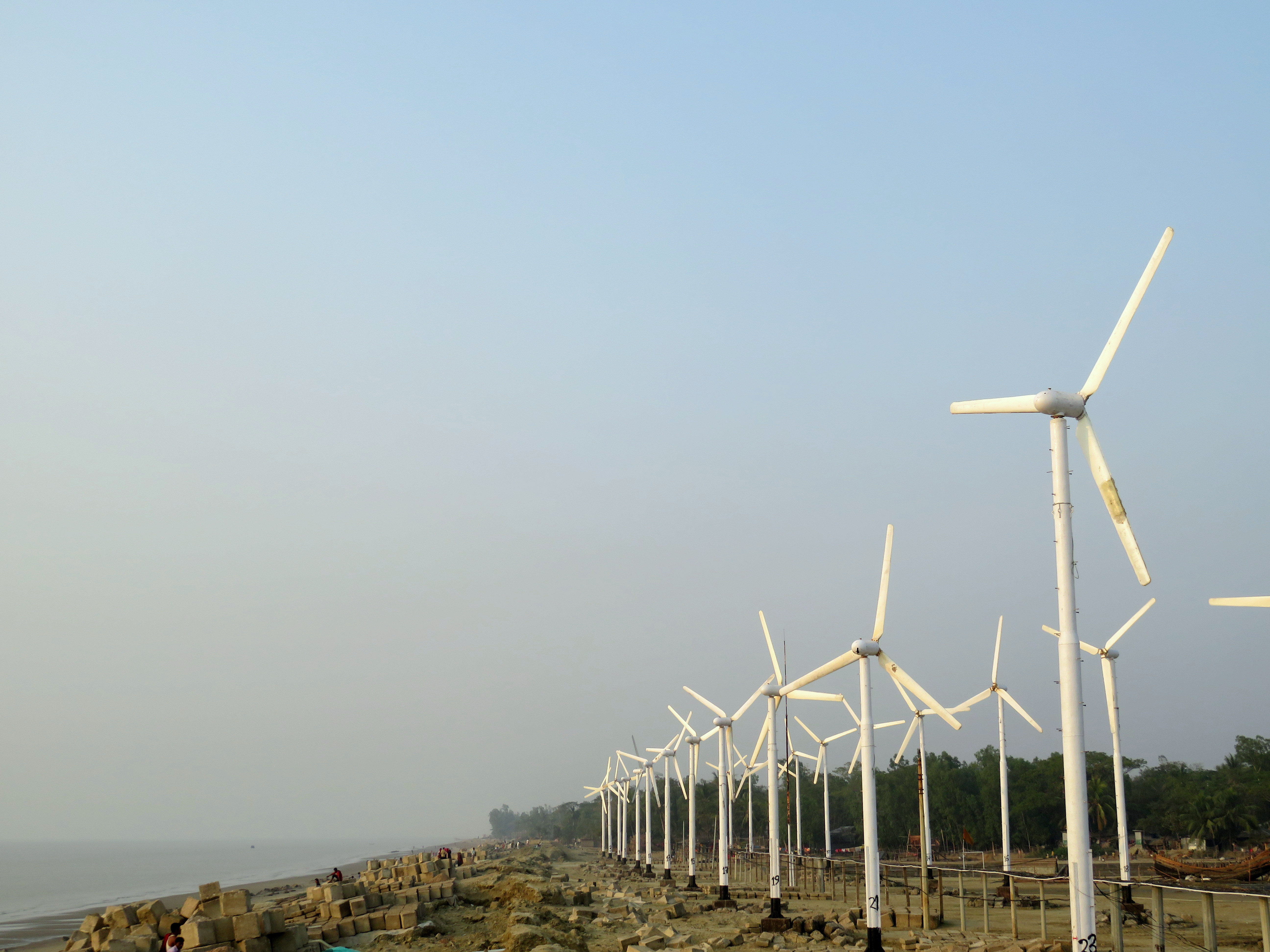
Parque eólico, Cox's Bazar.

Bangladesh possui um potencial solar excepcionalmente alto, com níveis nacionais de irradiância solar comparáveis aos dos principais mercados de energia renovável e um potencial técnico estimado entre 191.000 e 240.000 MW — valor que supera em quase quatro a cinco vezes a demanda elétrica projetada do país para 2041, de 50.000 MW. A disponibilidade média diária de energia solar em Bangladesh varia de 4 a 6,5 kWh/m², com pico de irradiância ocorrendo entre março e outubro, o que torna a energia solar uma opção altamente viável para implantação em larga escala. Apesar dos benefícios para aquecimento e resfriamento eficientes, a adoção de bombas de calor no país foi limitada — atingindo seu pico em 2013 e permanecendo estagnada até 2024.
Bangladesh possui um potencial significativo para a energia eólica, especialmente ao longo de seus 725 km de litoral, onde as velocidades médias do vento variam de 4,1 a 7,5 m/s — níveis comparáveis aos de mercados eólicos em estágios iniciais de desenvolvimento. Estimativas indicam que o país poderia aproveitar entre 30.000 e 150.000 MW de energia eólica, o que seria suficiente para suprir de 60% a 300% da demanda elétrica projetada de 50.000 MW até 2041.
O Instituto de Economia e Análise Financeira da Energia (IEEFA) recomenda diversas melhorias estratégicas nas políticas públicas para fortalecer a transição energética de Bangladesh. Em primeiro lugar, é fundamental alinhar a política energética nacional com as metas climáticas, garantindo que o desenvolvimento do setor energético esteja em consonância tanto com a sustentabilidade ambiental quanto com as obrigações internacionais do país. Em segundo lugar, é fundamental diversificar as fontes de financiamento por meio de mecanismos como blended finance, títulos verdes e investimentos privados — especialmente considerando a escassez de minerais críticos para as cadeias de suprimento de energia renovável em Bangladesh. Mapear os recursos disponíveis e atrair diferentes tipos de capital pode ajudar a suprir as lacunas de investimento. Em terceiro lugar, fortalecer a capacidade institucional — especialmente em órgãos como a Sustainable and Renewable Energy Development Authority (SREDA) — para implementar ferramentas avançadas, como leilões reversos, sistemas de armazenamento por baterias e estruturas robustas de avaliação de projetos.